# Estatus político de la República de China

Bandera de la República de China, que incluye el sol blanco sobre el cielo azul, símbolo del Partido Nacionalista Chino o Kuomintang.

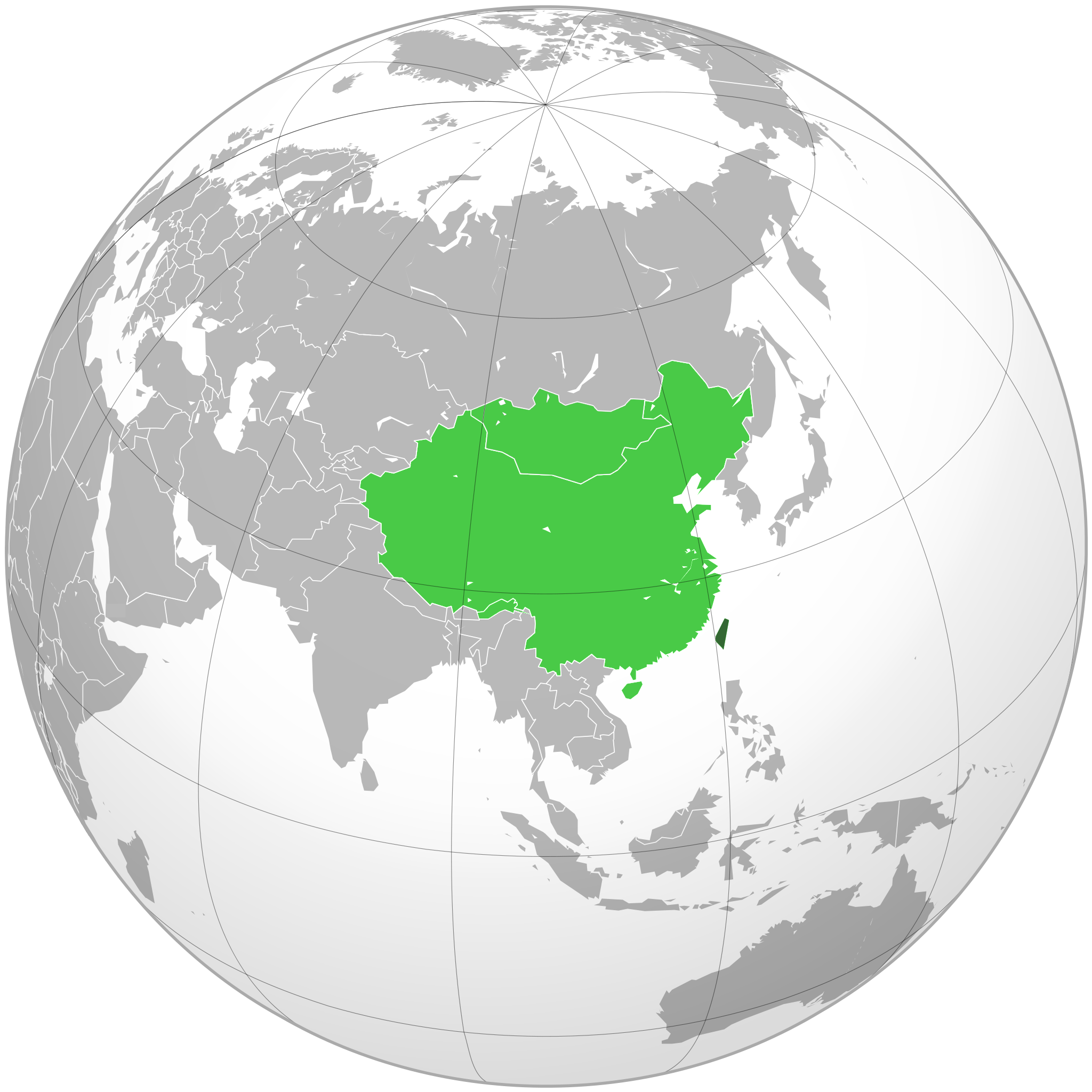
Área libre de la República de China.
Territorio reclamado.

El estatus político de la República de China hace referencia a la situación de legalidad internacional de la República de China, más conocida como Taiwán.

## Historia

### Inicio del conflicto
La victoria comunista en la guerra civil china en 1949 marcó el comienzo de la división de China en dos estados que ha continuado hasta la actualidad. Mientras los comunistas liderados por Mao Zedong se hacían con el poder en la China continental, las fuerzas del régimen del Kuomintang de la República de China se replegaron a la isla de Taiwán, desde donde esperaban poder organizarse para reconquistar el continente.
El poder militar de las fuerzas del Partido Comunista de China, el llamado Ejército Popular de Liberación permitió unir el continente chino bajo un Estado unificado, la República Popular China. La isla de Hainan y el Tíbet fueron anexadas por el Ejército Popular de Liberación y todo hacía prever que la conquista de Taiwán sería rápida.
Sin embargo, el estallido de la guerra de Corea en 1950 levantó la alarma en el Gobierno de los Estados Unidos, que veía cómo en toda Asia Oriental estaban instalándose gobiernos comunistas. Estados Unidos decidió enviar a la Séptima Flota de la Marina al estrecho de Taiwán. El apoyo de Estados Unidos permitió al Gobierno de la República de China, presidido por Chiang Kai-shek (Jiang Jieshi), conservar su control sobre la isla de Taiwán, las islas Pescadores (Penghu) y los pequeños archipiélagos de Matsu (Mazu) y Kinmen (Quemoy) frente a la costa de la provincia china de Fujian.
A pesar de lo reducido de este territorio, la República de China conservó el asiento correspondiente a China en la Organización de las Naciones Unidas y siguió siendo reconocida como el Gobierno legítimo de China por muchos países occidentales, en especial por Estados Unidos.[cita requerida]

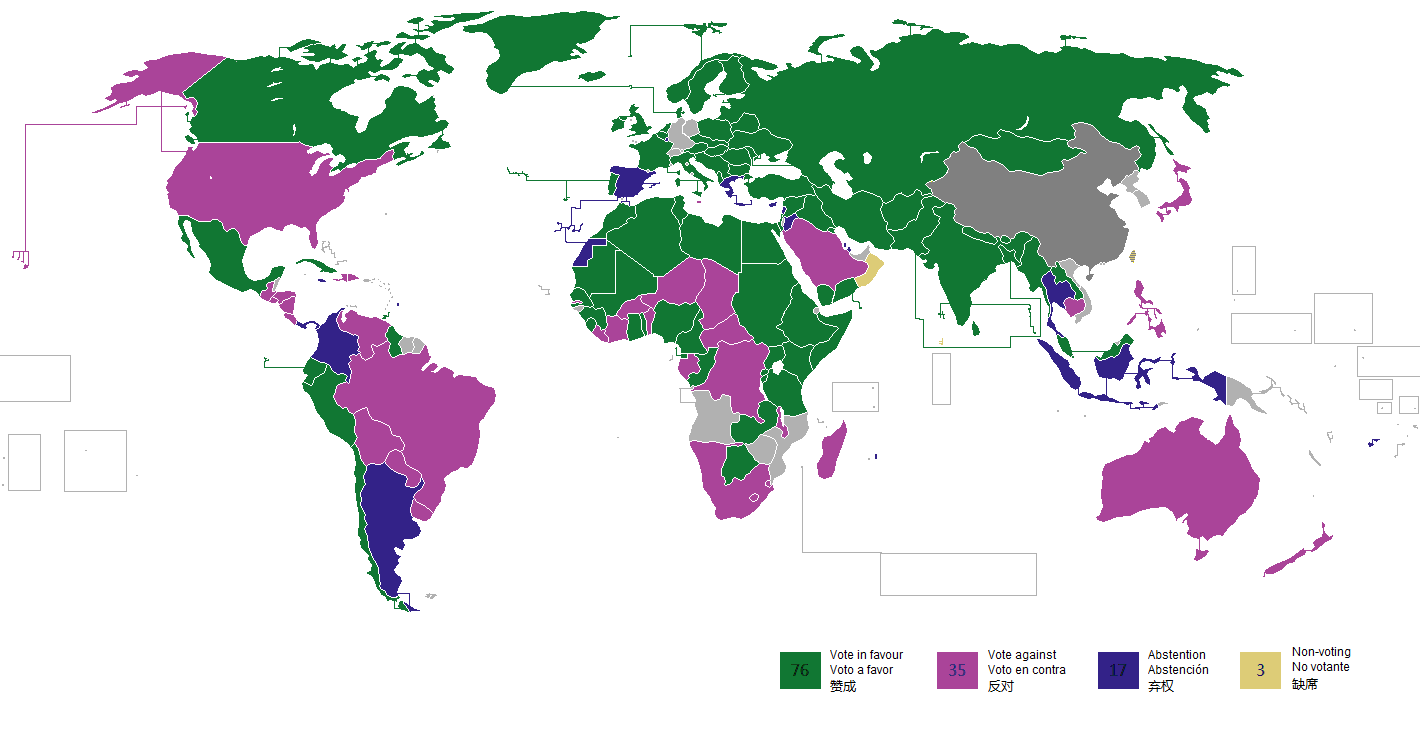
Situación de voto en la asamblea general de la ONU con respecto a la resolución 2758 (1971).

### Década de 1970
Durante los años 1970, una  parte del mundo pasó a reconocer a la República Popular China, incluso Estados Unidos, que finalmente aceptó que el asiento de China en las Naciones Unidas pasara a la República Popular, durante la presidencia de Richard Nixon, con el fin de contrapesar internacionalmente a la URSS, en el contexto de la Guerra Fría. Algunos países centroamericanos no reconocieron a las autoridades de Pekín, en buena medida por el anticomunismo de los gobernantes de turno.
Hasta aquel momento, era la República de China la que se negaba a aceptar el reconocimiento diplomático de los países que reconocían al Gobierno comunista. Sin embargo, desde que la República Popular se convirtió en el Estado reconocido diplomáticamente por la mayoría de los países del mundo, es esta la que se niega a admitir relaciones diplomáticas formales con aquellos países que reconocen a la República de China como Estado soberano.

### Década de 1990
En 1991, la República de China renunció formalmente a su aspiración  de recuperar el control sobre el continente. Sin embargo, la imposibilidad de alcanzar un consenso respecto a una posible reforma constitucional y la amenaza del uso de la fuerza por parte de la República Popular si se declarara una "República de Taiwán", hacen que la constitución que define el Estado de la República de China siga cómo la aprobada en 1947 reivindicando la totalidad del continente chino, de acuerdo con la cual el territorio nacional abarca, además de Taiwán, la totalidad de la China continental junto con la actual República de Mongolia, siendo la capital nacional la ciudad de Nankín, en el continente.
Según el profesor de la Universidad de Nottingham Trent, durante casi toda la Guerra Fría y hasta bien entrados los 90 Taiwán fue una importante fuente de apoyo financiero para las diferentes cancillerías de la región centroamericana, quedando involucrada en escándalos de corrupción como el del expresidente Alfonso Portillo, en Guatemala, o el de la denominada "Cuenta Taiwán", que involucra a varios exmandatarios salvadoreños.

Bandera no oficial utilizada desde 1996 por algunos partidarios de la independencia formal de Taiwán.

### Últimos años
El anacronismo de esta constitución, y la imposibilidad práctica de modificarla, han situado a Taiwán en una especie de limbo diplomático. Taiwán no pertenece prácticamente a ninguna organización internacional, lo cual ha provocado numerosos problemas en los últimos años. Por ejemplo, durante la crisis de la neumonía atípica, que afectó a muchos países asiáticos en el año 2003, la no pertenencia de la República de China a la Organización Mundial de la Salud dificultó la cooperación entre Taiwán y el resto del mundo en la coordinación de esfuerzos para luchar contra la enfermedad.
En los últimos años, y conforme ha ido aumentando el poder económico, social y militar de la República Popular China, esta se ha convertido en una potencia emergente difícil de ignorar y a la que es cada vez más complicado enfrentarse.
Amparada en ese aumento de su fuerza, las presiones sobre Taiwán han ido intensificándose paulatinamente en pos de una «reunificación», un reclamo territorial anunciado a finales de los 90 para 2004, aunque no llevado a cabo.
El 14 de marzo de 2005 la República Popular China aprobó la Ley Antisecesión, que autoriza de forma explícita el uso de la fuerza para recuperar el control de un territorio sublevado, ley hecha «a la medida» para el caso de Taiwán, considerado como un territorio rebelde desde que el comunismo tomó el poder en la zona continental en 1949.[cita requerida]

Bandera del Comité Olímpico de China Taipéi.

El presidente de la República de China presentó el 19 de julio de 2007 una solicitud para ser miembro de la ONU a su secretario general, Ban Ki-moon. En respuesta, la Secretaría de la ONU devolvió la solicitud, supuestamente de acuerdo a la «política de una China de las Naciones Unidas», basada en la resolución 2758.
El 7 de noviembre de 2015 los presidentes de la República de China y la República Popular China tuvieron un histórico encuentro en Singapur después de 66 años de distanciamiento político entre ambos Estados, durante el encuentro, ambos jefes de Estado mantuvieron una charla privada, de la cual se mostraron agradecidos posteriormente.
En cuanto a competiciones deportivas internacionales, Taiwán tiene que competir bajo el nombre de China Taipéi debido a la oposición del gobierno de la República Popular China a que Taiwán compita bajo su propio nombre y/o símbolos patrios. Dichas condiciones comenzaron a definirse en 1979, cuando el Comité Olímpico Internacional promulgó la Resolución de Nagoya, mediante la cual a Taiwán se le permitió regresar a los juegos Olímpicos.

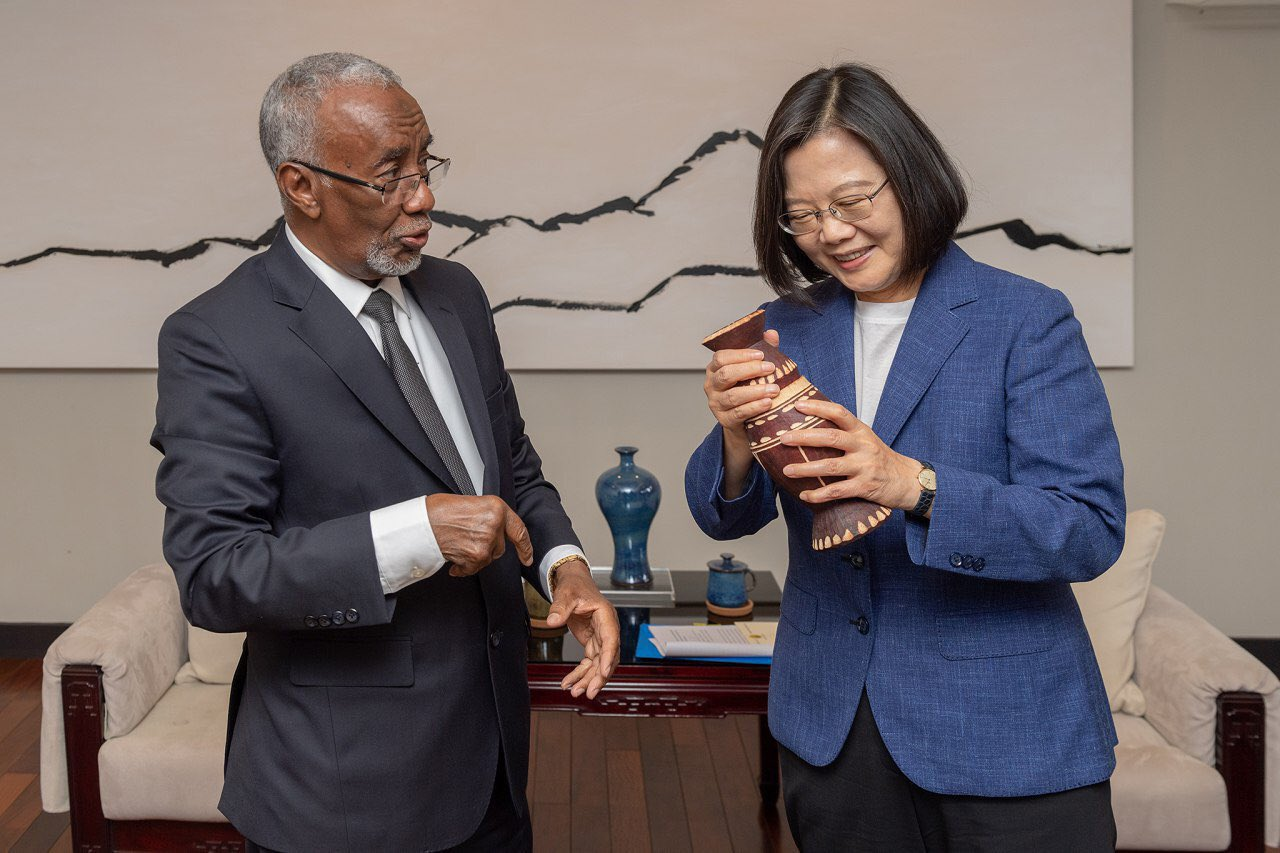
Tsai Ing con el ministro de asuntos exteriores de Somalilandia

El 3 de julio de 2020, el Ministerio de Relaciones Exteriores de la República de China anunció que Allen Lou Chenhwa, Consejero de la Oficina de Representación Económica y Cultural de Taipéi en Arabia Saudita, será el primer representante en Somalilandia; Mud sirvió como el primer representante en Taiwán, llegó a Taiwán el 7 de agosto. El 17 de agosto de 2020, se estableció la Oficina de Representación de Taiwán en la República de Somalilandia (Oficina de Representación de Taiwán en la República de Somalilandia) en Hargeisa, la capital, acogida por el primer representante Allen Lou y el ministro de Relaciones Exteriores de Somalilandia, Mu Yassin. En la ceremonia de inauguración, se izó la bandera nacional de la República de China frente a la oficina de representación. Los cancilleres de los dos países firmaron el Acuerdo de Cooperación Técnica entre el Gobierno de la República de China (Taiwán) y el Gobierno de la República de Somalilandia.

## Situación de reconocimiento diplomático

### Países que actualmente reconocen diplomáticamente a la República de China
Los países listados a continuación reconocen a la República de China como estado independiente. Estos países no tienen relaciones diplomáticas con la República Popular China, que se niega a aceptar tales relaciones con aquellos países que reconocen a la RdeC. Entre paréntesis se indica el año en que el país reconoció formalmente a la República de China en los casos de países que habían mantenido relaciones diplomáticas con la República Popular en el pasado. Estos cambios han sido habitualmente el resultado de ofertas de ayuda económica supeditada al reconocimiento diplomático. Esto ha llevado a algunos países a transferir más de una vez el reconocimiento diplomático de un estado a otro.
| América (7 Estados) - Belice (1989) - Guatemala (1960) - Haití (1956) - Paraguay (1957) - San Cristóbal y Nieves (1983) - Santa Lucía (1984-1997, 2007) - San Vicente y las Granadinas (1981) | África (1 Estado) - Suazilandia (1968) Europa (1 Estado) - Ciudad del Vaticano (Santa Sede) (1942) Oceanía (3 Estados) - Islas Marshall (1998) - Palaos (1999) - Tuvalu (1979) |

### Relaciones oficiales no diplomáticas

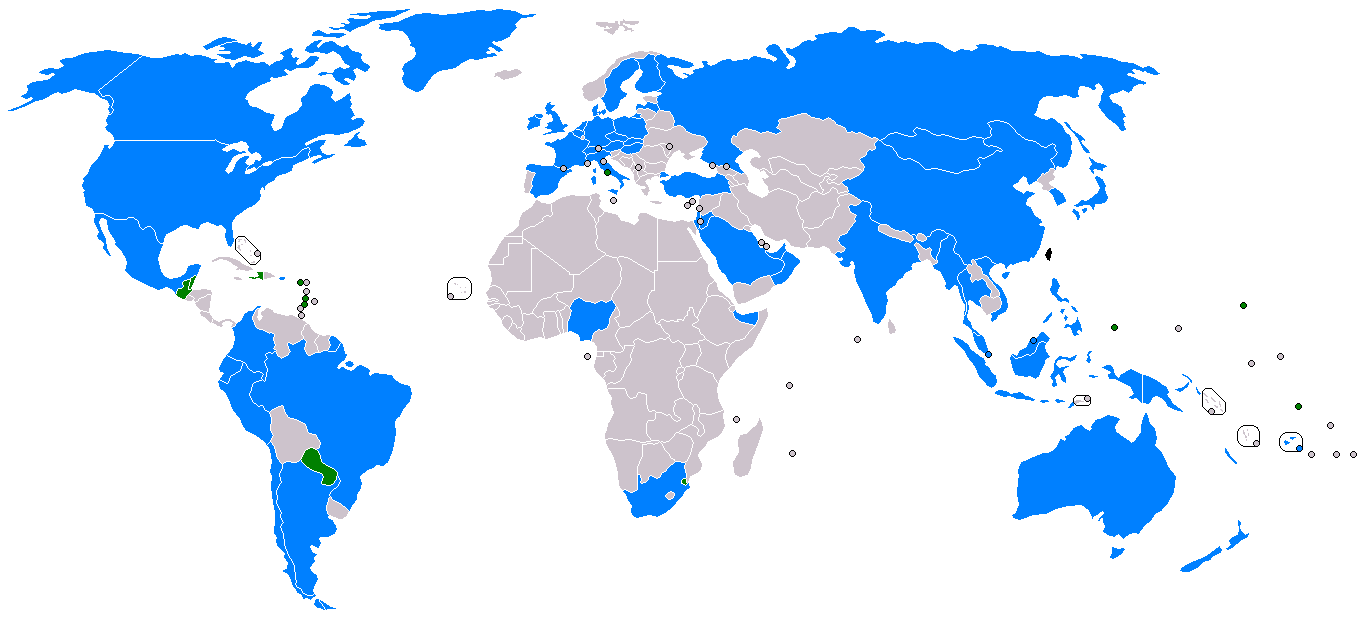
Relaciones exteriores de Taiwán
Relaciones diplomáticas
Relaciones oficiales no diplomáticas

Taiwán tiene relaciones oficiales no diplomáticas con la Unión Europea y al menos 47 países más que, aunque reconocen a la República Popular China, mantienen oficinas económicas, comerciales o culturales en Taiwán. Estas relaciones no son intergubernamentales ni son oficialmente diplomáticas o políticas. Sin embargo, tienen muchas de las funciones normalmente asignadas a las embajadas, lo que incluye la tramitación de visados, intercambios culturales y, en cierta medida, los intercambios diplomáticos y gubernamentales no oficiales. Por ejemplo, el Instituto Americano de Taiwán funciona como la embajada estadounidense de facto en Taiwán, con personal que actúa como funcionarios consulares «no oficiales» que aun así realizan tareas que corresponderían normalmente a una embajada.

### Países sin representación en Taiwán

La política de Una Sola China en la práctica
República Popular de China (RPC)
República de China (RDC)
Países que solo reconocen a la RPC como gobierno legítimo
Países que solo reconocen a la RDC como gobierno legítimo
Países que reconocen a la RPC como el gobierno legítimo y mantienen relaciones informales con la RDC

Los siguientes países, reconociendo a Pekín, no mantienen ninguna representación en Taiwán (incluida cualquier representación apolítica, no diplomática, no intergubernamental):
África: Argelia, Angola, Benín, Botsuana, Burkina Faso, Burundi, Camerún, República Centroafricana, Chad, Comoras, Congo, República Democrática del Congo, Costa de Marfil, Egipto, Eritrea, Etiopía, Gabón, Ghana, Guinea, Guinea-Bisáu, Guinea Ecuatorial, Kenia, Lesoto, Liberia, Libia, Madagascar, Malaui, Malí, Mauricio, Mauritania, Marruecos, Mozambique, Namibia, Níger, Ruanda, Senegal, Seychelles, Sierra Leona, Somalia, Sudán, Tanzania, Togo, Túnez, Uganda, Yibuti, Zambia, Zimbabue.
América: Antigua y Barbuda, Bahamas, Barbados, Colombia, Costa Rica, Honduras, Cuba, Dominica, Ecuador, El Salvador, Granada, Guyana, Nicaragua, Panamá,  Surinam, Trinidad y Tobago, 
Asia: Afganistán, Bangladés, Baréin, Birmania, Camboya, Catar, Corea del Norte, Emiratos Árabes Unidos, Irak, Irán, Kazajistán, Kirguistán, Kuwait, Laos, Líbano, Nepal, Pakistán, Siria, Tayikistán, Timor Oriental, Turkmenistán, Uzbekistán, Yemen.
Europa: Andorra, Armenia, Azerbaiyán, Bielorrusia, Bosnia y Herzegovina, Bulgaria, Croacia, Chipre, Eslovenia, Estonia, Georgia, Irlanda, Islandia, Letonia, Liechtenstein, Lituania, Luxemburgo, Macedonia del Norte, Malta, Moldavia, Mónaco, Montenegro, Portugal, Rumania, San Marino, Serbia, Ucrania.    
Oceanía: Islas Cook, Fiyi, Kiribati, Micronesia, Niue, Papúa Nueva Guinea, Islas Salomón, Samoa, Tonga, Vanuatu.
Algunos de estos países tienen representaciones no oficiales de Taiwán, a pesar de no tener representaciones en Taiwán.

### Países que dejaron de reconocer a la República de China

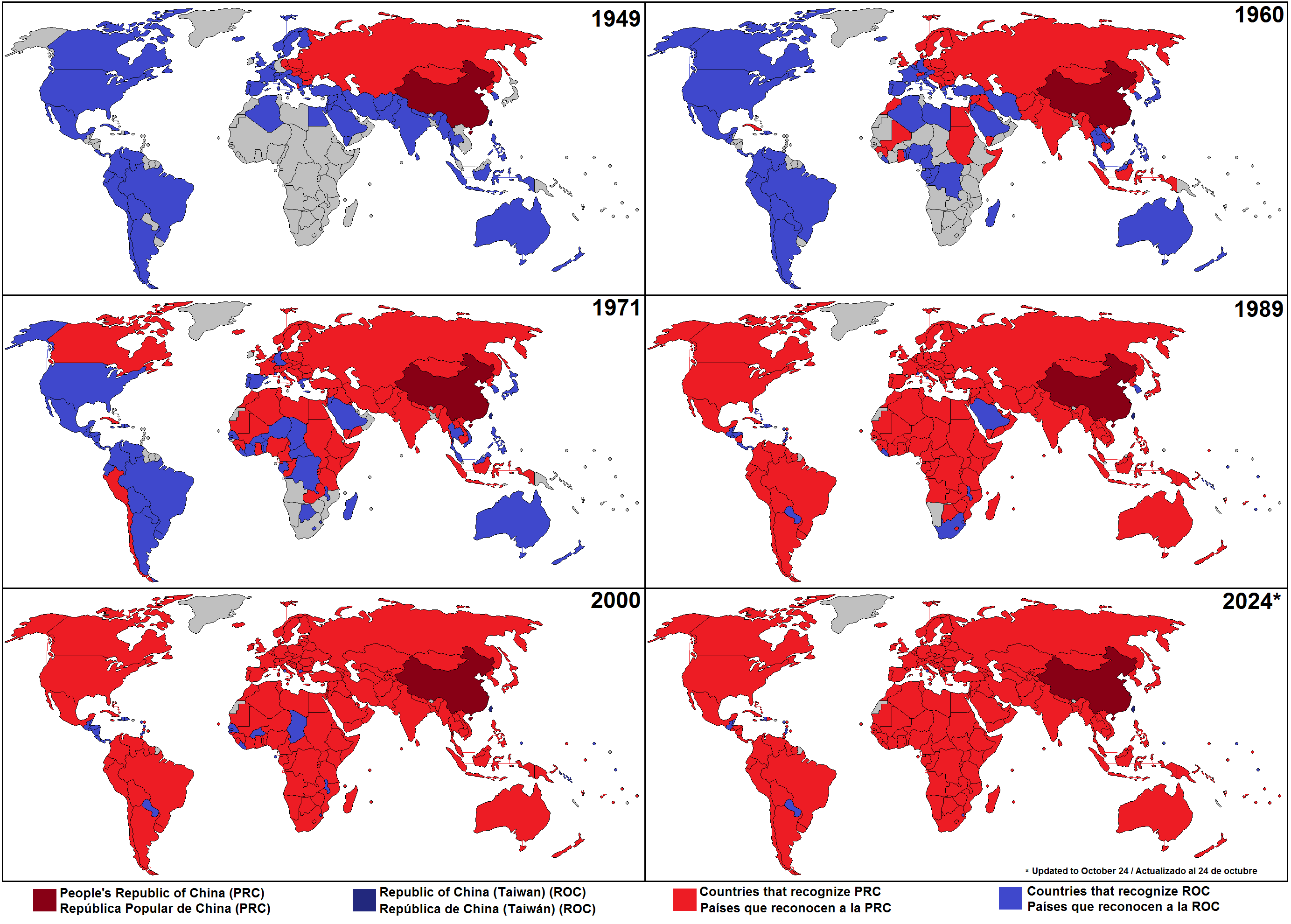
Una serie de mapas que ilustran la lucha entre China y Taiwán por reconocimiento internacional

Taiwán ha temido públicamente que si un país cambia su reconocimiento a Pekín, crearía un efecto dominó, animando a otros países a hacer lo mismo. La Santa Sede, la única en reconocer a Taiwán en Europa– hizo esfuerzos en 2007 para crear lazos formales con Pekín. Obispos de alto rango de la Iglesia católica han dado a entender que esa medida diplomática era posible, predicada sobre la concesión de una mayor libertad religiosa en China y menos interferencia en la jerarquía de la iglesia católica china. También cabe destacar que el fin de reconocimiento implicaría una mayor ayuda económica a la nación que dejara de reconocer a Taiwán por parte de la República Popular China.
El siguiente cuadro ilustra el número cambiante de países que reconocen tanto a la República de China como a la República Popular China:
| Año  | Número de países que reconocen a la República de China | Número de países que reconocen a la República Popular China |
| ---- | ------------------------------------------------------ | ----------------------------------------------------------- |
| 1969 | 71                                                     | 48                                                          |
| 1971 | 68                                                     | 53                                                          |
| 1973 | 31                                                     | 89                                                          |
| 1978 | 21                                                     | 112                                                         |
| 1986 | 23                                                     | 134                                                         |
| 1990 | 28                                                     | 139                                                         |
| 2012 | 23                                                     | 172                                                         |
| 2013 | 22                                                     | 172                                                         |
| 2016 | 21                                                     | 174                                                         |
| 2017 | 20                                                     | 175                                                         |
| 2018 | 17                                                     | 178                                                         |
| 2019 | 15                                                     | 180                                                         |
| 2021 | 14                                                     | 181                                                         |
| 2023 | 13                                                     | 182                                                         |
| 2024 | 12                                                     | 183                                                         |

Los siguientes países reconocieron a la República de China alguna vez, pero dejaron de hacerlo (países desaparecidos en cursiva):
| País                            | Periodo de reconocimiento de la República de China            |
| ------------------------------- | ------------------------------------------------------------- |
| Afganistán                      | Hasta 1955                                                    |
| Albania                         | Hasta 1949                                                    |
| Alemania                        | 1955-1972 (como Alemania Occidental)                          |
| Arabia Saudita                  | 1946-1990                                                     |
| Argentina                       | 1945-1972                                                     |
| Australia                       | 1941-1972                                                     |
| Austria                         | 1928-1971                                                     |
| Bahamas                         | 1989-1997                                                     |
| Bélgica                         | 1928-1971                                                     |
| Benín                           | 1960-1964, 1966-1972                                          |
| Birmania                        | 1948-1950                                                     |
| Bolivia                         | Hasta 1985                                                    |
| Botsuana                        | 1966-1975                                                     |
| Brasil                          | 1928-1974                                                     |
| Bulgaria                        | 1947-1949                                                     |
| Burkina Faso                    | 1994-2018                                                     |
| Camerún                         | 1960-1971                                                     |
| Canadá                          | 1941-1970                                                     |
| Chad                            | 1962-1972, 1997-2006                                          |
| Checoslovaquia                  | 1931-1949                                                     |
| Chile                           | 1931-1970                                                     |
| Colombia                        | 1941-1980                                                     |
| Congo                           | 1960-1964                                                     |
| Corea del Sur                   | 1949-1992                                                     |
| Costa de Marfil                 | 1963-1983                                                     |
| Costa Rica                      | 1944-2007                                                     |
| Cuba                            | 1929-1960                                                     |
| Dinamarca                       | 1928-1950                                                     |
| Dominica                        | 1983-2004                                                     |
| Ecuador                         | 1947-1980                                                     |
| Egipto                          | Hasta 1956                                                    |
| El Salvador                     | 1942-2018                                                     |
| Emiratos Árabes Unidos          | 1973-1984                                                     |
| España                          | 1928-1973                                                     |
| Estados Unidos                  | 1928-1979                                                     |
| Filipinas                       | 1948-1975                                                     |
| Finlandia                       | 1925-1934/1950                                                |
| Francia                         | 1928-1964                                                     |
| Gabón                           | 1960-1974                                                     |
| Gambia                          | 1968-1974, 1995-2013                                          |
| Grecia                          | 1947-1972                                                     |
| Granada                         | 1989-2005                                                     |
| Guinea                          | Hasta 1959                                                    |
| Guinea-Bisáu                    | 1990-1998                                                     |
| Guinea Ecuatorial               | Hasta 1970                                                    |
| Honduras                        | 1941-2023                                                     |
| Hungría                         | Hasta 1949                                                    |
| India                           | 1947-1950                                                     |
| Indonesia                       | 1945-1950                                                     |
| Irán                            | Hasta 1971                                                    |
| Irak                            | 1942-1958                                                     |
| Islandia                        | Hasta 1971                                                    |
| Islas Salomón                   | 1983-2019                                                     |
| Israel                          | 1949-1992 (Reconocimiento enviado en 1950 pero fue rechazado) |
| Italia                          | 1928-1970                                                     |
| Jamaica                         | Hasta 1972                                                    |
| Japón                           | 1930-1937, 1952-1972                                          |
| Jordania                        | 1947-1977                                                     |
| Kiribati                        | 1980-2003, 2003-2019                                          |
| Kuwait                          | 1963-1971                                                     |
| Laos                            | 1953-1962                                                     |
| Lesoto                          | 1966-1983, 1990-1994                                          |
| Líbano                          | Hasta 1971                                                    |
| Liberia                         | 1957-1977, 1989-1993, 1997-2003                               |
| Libia                           | Hasta 1971                                                    |
| Liechtenstein                   | Hasta 1950                                                    |
| Luxemburgo                      | 1949-1972                                                     |
| Macedonia del Norte             | 1999-2001                                                     |
| Madagascar                      | Hasta 1972                                                    |
| Malaui                          | 1966-2008                                                     |
| Malasia                         | 1957-1974                                                     |
| Marruecos                       | 1956-1958                                                     |
| México                          | 1928-1972                                                     |
| Mónaco                          | 1934-1995                                                     |
| Mongolia                        | 1946-1949                                                     |
| Nauru                           | 1980-2002, 2005-2024                                          |
| Nepal                           | Hasta 1955                                                    |
| Nicaragua                       | 1930-1985, 1990-2021                                          |
| Níger                           | 1963-1974, 1992-1996                                          |
| Nigeria                         | 1960-1971                                                     |
| Noruega                         | 1928-1950                                                     |
| Nueva Zelanda                   | Hasta 1972                                                    |
| Países Bajos                    | 1928-1950                                                     |
| Pakistán                        | 1947-1951                                                     |
| Panamá                          | 1912-2017                                                     |
| Perú                            | 1931-1971                                                     |
| Polonia                         | 1930-1949                                                     |
| Portugal                        | 1928-1975                                                     |
| Reino Unido                     | 1928-1950                                                     |
| República Centroafricana        | 1962-1964, 1968-1976, 1991-1998                               |
| República Democrática del Congo | 1960-1961, 1961-1972                                          |
| República Dominicana            | 1944-2018                                                     |
| Rumania                         | 1939-1949                                                     |
| San Marino                      | Hasta 1971                                                    |
| Santo Tomé y Príncipe           | 1997-2016                                                     |
| Senegal                         | 1969-1972, 1996-2005                                          |
| Sierra Leona                    | Hasta 1971                                                    |
| Siria                           | Hasta 1956                                                    |
| Sri Lanka                       | 1948-1957                                                     |
| Sudáfrica                       | 1976-1998                                                     |
| Sudán                           | 1956-1959                                                     |
| Suecia                          | 1928-1950                                                     |
| Suiza                           | Hasta 1950                                                    |
| Tailandia                       | 1945-1975                                                     |
| Togo                            | 1960-1972                                                     |
| Tonga                           | 1972-1998                                                     |
| Turquía                         | 1934-1971                                                     |
| Uganda                          | Hasta 1962                                                    |
| Unión Soviética                 | 1929-1949                                                     |
| Uruguay                         | 1966-1988                                                     |
| Vanuatu                         | 2004                                                          |
| Venezuela                       | 1944-1974                                                     |
| Vietnam del Sur †               | 1955-1975                                                     |
| Yemen                           | Hasta 1956 (como Yemen del Norte)                             |
| Yugoslavia                      | 1945-1955                                                     |

### Países que nunca han reconocido a la República de China
Los países que aparecen en la siguiente tabla reconocen a la República Popular de China y nunca han reconocido a Taiwán (países desaparecidos en cursiva).
| País                            | Año de reconocimiento de la República Popular China |
| ------------------------------- | --------------------------------------------------- |
| Alemania Oriental               | 1949                                                |
| Andorra                         | 1994                                                |
| Angola                          | 1983                                                |
| Antigua y Barbuda               | 1983                                                |
| Argelia                         | 1962                                                |
| Armenia                         | 1992                                                |
| Azerbaiyán                      | 1992                                                |
| Baréin                          | 1989                                                |
| Bangladés                       | 1975                                                |
| Barbados                        | 1977                                                |
| Bielorrusia                     | 1992                                                |
| Bosnia y Herzegovina            | 1995                                                |
| Brunéi                          | 1991                                                |
| Burundi                         | 1963                                                |
| Cabo Verde                      | 1976                                                |
| Catar                           | 1988                                                |
| Camboya                         | 1958                                                |
| Chipre                          | 1971                                                |
| Comoras                         | 1975                                                |
| Corea del Norte                 | 1949                                                |
| Croacia                         | 1992                                                |
| Yibuti                          | 1979                                                |
| Eritrea                         | 1993                                                |
| Eslovenia                       | 1992                                                |
| Estonia                         | 1991                                                |
| Etiopía                         | 1970                                                |
| Fiyi                            | 1975                                                |
| Georgia                         | 1992                                                |
| Ghana                           | 1960                                                |
| Granada                         | 1985                                                |
| Guyana                          | 1972                                                |
| Irlanda                         | 1979                                                |
| Islas Cook                      | 1997                                                |
| Kazajistán                      | 1992                                                |
| Kenia                           | 1963                                                |
| Kirguistán                      | 1992                                                |
| Letonia                         | 1991                                                |
| Lituania                        | 1991                                                |
| Macedonia del Norte             | 1993                                                |
| Maldivas                        | 1972                                                |
| Mali                            | 1960                                                |
| Malta                           | 1972                                                |
| Mauricio                        | 1972                                                |
| Mauritania                      | 1965                                                |
| Estados Federados de Micronesia | 1989                                                |
| Moldavia                        | 1992                                                |
| Montenegro                      | 2006                                                |
| Mozambique                      | 1975                                                |
| Namibia                         | 1990                                                |
| Niue                            | 2007                                                |
| Omán                            | 1978                                                |
| Palestina                       | 1988                                                |
| Papúa Nueva Guinea              | 1976                                                |
| Ruanda                          | 1971                                                |
| Samoa                           | 1975                                                |
| Seychelles                      | 1976                                                |
| Singapur                        | 1990                                                |
| Somalia                         | 1960                                                |
| Sudán del Sur                   | 2011                                                |
| Surinam                         | 1976                                                |
| Tanzania                        | 1964                                                |
| Tayikistán                      | 1992                                                |
| Timor Oriental                  | 2002                                                |
| Trinidad y Tobago               | 1974                                                |
| Túnez                           | 1964                                                |
| Turkmenistán                    | 1992                                                |
| Ucrania                         | 1992                                                |
| Uzbekistán                      | 1992                                                |
| Vietnam                         | 1950                                                |
| Yemen del Sur                   | 1968                                                |
| Zambia                          | 1964                                                |
| Zimbabue                        | 1980                                                |

### Países que nunca han reconocido a la República de China ni a la República Popular China
Los países que aparecen en la siguiente tabla nunca han reconocido a ninguna de las dos entidades en disputa.
| País  | Sin reconocimiento formal |
| ----- | ------------------------- |
| Bután | 1949                      |

Cabe aclarar que Bután no tiene relaciones diplomáticas ni con China ni con Taiwán, pero votó a favor de la entrada de Pekín en la ONU en 1971 y maneja sus relaciones con China a través de las respectivas embajadas en India y tiene consulados honorarios en Hong Kong y Macao. También se abrió la posibilidad de relaciones no diplomáticas con Taiwán. 

### Otros Estados no reconocidos
Adicionalmente, la Soberana Orden Militar de Malta y los siguientes países nunca han reconocido a la República de China: Abjasia, Chipre del Norte, Kosovo, Osetia del Sur, Sahara Occidental, Somalilandia (con relaciones informales), Transnistria y la extinta República de Artsaj.

### Países que recientemente han retirado su reconocimiento diplomático a la República de China
- Nauru el 15 de enero de 2024 retiró el reconocimiento diplomático a la República de China. Aceptando como único representante del mismo al gobierno y autoridades de la República Popular China. En un mensaje el presidente, David Adeang, resaltó que Nauru se adhiere al principio de "una sola China, la república de Nauru no reconoce ya a la República de China como un país separado, sino como parte inalienable del territorio de China"[37]

- Honduras abandonó el reconocimiento diplomático a la República de China el 25 de marzo de 2023 para «expandir las fronteras con China» al día siguiente.[38][39]

- Nicaragua el 9 de diciembre de 2021 anunció que rompía sus relaciones con Taiwán y pasó a reconocer a la República Popular China como «único gobierno legítimo que representa a toda China, y Taiwán es parte inalienable del territorio chino» en el contexto de que Taiwán no reconoció los resultados de las Elecciones generales de Nicaragua de 2021.[40][8][41]

- Kiribati el 20 de septiembre de 2019 cambió su relación diplomática con Taiwán a China.[42] Anteriormente, de 1980 a 2003, Kiribati reconoció a la RPC. Posteriormente, las relaciones entre China y Kiribati se convirtieron en un tema político polémico dentro de Kiribati. En noviembre de 2003, Tarawa estableció relaciones diplomáticas con Taipéi y Beijing cortó sus relaciones con el país.[43] En noviembre de 2010, a pesar de su falta de relaciones diplomáticas, la RPC fue uno de los quince países que asistieron a la Conferencia de Tarawa sobre el Cambio Climático en Kiribati, y uno de los doce que firmó la Declaración de Ambo resultante sobre el cambio climático.[44]

- Islas Salomón el 16 de septiembre de 2019 rompió oficialmente sus lazos con Taiwán, cambiando su reconocimiento a la RPC.[22] En junio de 2019, se informaron negociaciones secretas con Australia que involucraron a las Islas Salomón revaluar si querían cambiar el reconocimiento a la RPC con una fecha límite interna de mediados de septiembre para hacer un cambio o dejar el statu quo.[45] A principios de septiembre, anunciaron su intención de cambiar el reconocimiento a la RPC.[46]

- El Salvador el 20 de agosto de 2018 rompió los lazos con Taiwán y los estableció con la República Popular China. El Salvador ahora solo reconoce a la República Popular China. Al igual que Panamá y la República Dominicana, el anuncio fue transmitido en cadena nacional por radio y televisión en todo el país. Horas antes del anuncio, Taiwán (República de China) anunció que había roto las relaciones con El Salvador, citando el inminente establecimiento de lazos diplomáticos y comerciales con la República Popular China (China). El presidente de El Salvador, Salvador Sánchez Cerén dijo que su gobierno había decidido realizar el cambio debido a la Resolución 2758 de la ONU.[47]

- Burkina Faso el 24 de mayo de 2018 notificó al gobierno de la República de China que terminaría sus relaciones diplomáticas debido a "recientes cambios en las condiciones globales". Si bien Burkina Faso sigue sin reconocer a la República Popular China, el portavoz del Ministerio de Relaciones Exteriores de la República Popular China, Lu Kang, agradeció el gesto para ese entonces pocos países reconocían a la República de China, la menor cantidad en su historia.[15] Poco después de cortar sus vínculos con Taiwán, Burkina Faso estableció relaciones con la República Popular China.[48]

- República Dominicana: el 30 de abril de 2018 anunció, mediante un escueto comunicado de prensa; que rompía y dejaba de reconocer a la República de China como representante del pueblo chino, aceptando como único representante del mismo al gobierno y autoridades de la República Popular China, en consonancia con la política de Una sola China, y estableciendo relaciones diplomáticas con la misma.[27]

- Panamá: el 12 de junio de 2017, el gobierno panameño decidió romper relaciones con la República de China en Taiwán y anunció relaciones diplomáticas con la República Popular China. La formalización de relaciones con China Continental se hizo a través de la vicepresidente de Panamá, Isabel Saint Malo en Pekín. Tal reconocimiento. Juan Carlos Varela, expresidente panameño que reconoció a la República Popular China, se ha visto últimamente involucrado en diversos escándalos a causa de la salida de los denominados Varelaleaks; y entre ellos se presume del pago de 143 millones de dólares, además de que el mismo fue considerado como los Estados Unidos, a modo de maniobra muy peligrosa que violaría el sentido del Tratado de Neutralidad del Canal de Panamá y pone en peligro de influencia comunista a la región.[49][25][50]

- Santo Tomé y Príncipe: el 21 de diciembre de 2016, el gobierno de Santo Tomé y Príncipe eligió dejar de reconocer a Taiwán y, en cambio, reconoció a la República Popular China.[51]

- Gambia: el 14 de noviembre de 2013, un comunicado de la presidencia de Gambia indicaba que rompían relaciones diplomáticas con la República de China, basándose en el mejor interés de su país. Sin embargo, el ministerio de relaciones exteriores de la República Popular China no tenía contemplado en ese momento establecer relaciones diplomáticas con el país africano.[52] Finalmente, la RPC reconoce diplomáticamente a Gambia el 17 de marzo de 2016.[53]

- Malaui: el 14 de enero de 2008, cuando anunció formalmente la ruptura con Taiwán y el establecimiento de relaciones con la República Popular China.[54]

- Costa Rica: el 6 de junio de 2007 anunció formalmente la ruptura con Taiwán y el establecimiento de relaciones con la República Popular China. Costa Rica se convirtió de esta manera en el primer país centroamericano en romper con Taipéi y reconocer al Gobierno de Pekín. Según declaraciones del presidente Óscar Arias, la decisión se tomó sobre la base de las enormes ventajas que supone para Costa Rica el establecimiento de relaciones con una potencia económica como la República Popular.[55]

- Chad;[56] el 6 de agosto de 2006, el Ministerio de Asuntos Exteriores de la República de China anunció la ruptura de relaciones con Chad tras recibir la información de que el ministro de Exteriores de Chad se encontraba en Pekín con el fin de establecer relaciones diplomáticas con la República Popular China. El anuncio de las autoridades taiwanesas se anticipó así al propio anuncio de los ministros de Exteriores de la República Popular y de Chad, quienes el 7 de agosto hicieron pública, en Pekín, la reanudación de relaciones entre los dos países,[57] que ya habían mantenido relaciones entre los años 1972 y 1997.

- Senegal: el 23 de octubre de 2005, el Ministerio de Asuntos Exteriores senegalés anunció que pasaba a reconocer diplomáticamente a la República Popular tras diez años de relaciones diplomáticas con la República de China. Como en casos anteriores, el Ministerio de Asuntos Exteriores de la República de China manifestó su decepción ante la decisión de Senegal, achacando ésta a la oferta de ayuda económica de las autoridades de la China continental.

- Granada retiró el reconocimiento a la República de China, en enero de 2005, tras recibir una oferta de ayuda de la República Popular para reparar los daños causados por el huracán Iván. La oferta de Taiwán de 40 millones de dólares estadounidenses para remodelar un estadio de críquet no fue suficiente para evitar el abandono diplomático de Granada.

- Dominica retiró su reconocimiento a la República de China, en marzo de 2004, tras aceptar una oferta de ayuda económica por parte de la República Popular cifrada en más de cien millones de dólares estadounidenses a lo largo de un periodo de cinco años.

Al año 2024 se ha ido socavando el apoyo diplomático de la República de China, reducido en la actualidad a los pocos países citados anteriormente, el número de aliados diplomáticos de Taiwán en todo el mundo ahora es de 12 países tras el cese del apoyo de Nauru.